# Departamento de San Ignacio
Departamento de San Ignacio är en kommun i Argentina.   Den ligger i provinsen Misiones, i den nordöstra delen av landet, 900 km norr om huvudstaden Buenos Aires. Antalet invånare är 57 471.
I omgivningarna runt Departamento de San Ignacio växer i huvudsak städsegrön lövskog. Runt Departamento de San Ignacio är det ganska glesbefolkat, med 38 invånare per kvadratkilometer.